# Adriaan Terhell
Adriaan Christiaan Willem Terhell (Venlo, 7 maart 1863 - Beverwijk, 28 april 1949) was een Nederlandse kunstschilder.

## Leven en werk
Terhell werkte in de romantische traditie. Hij woonde en werkte in Bussum tot 1885 en daarna in Den Haag tot 1943. Hier werd hij in 1899 voor vele jaren aangesteld als schilder van familiewapens door de Hoge Raad van Adel. Gedurende de laatste jaren van zijn leven verbleef hij in het oosten van het land, Bennekom (1943-1944), Denekamp (1944), Enschede (1944-1945) en Diepenheim (1945-1948).
Terhell was een schilder die een groot oeuvre heeft nagelaten, bestaande uit landschappen, zee- en riviergezichten, dorps- en stadsgezichten. Naast olieverfschilderijen produceerde hij vele aquarellen en gouaches onder eigen naam, maar ook onder de pseudoniemen J. le Blanc, Ch. Petit, P. L. Jacoby en, in mindere mate, C. de Zeeuw. Terhell stierf op 86-jarige leeftijd in Beverwijk, zijn laatste woonplaats.
Werken van Terhell worden nog zeer regelmatig aangeboden door antiquairs en op veilingen in binnen- en buitenland. Vooral in Amerika vinden zijn typisch, haast stereotypisch Nederlandse taferelen gretig aftrek.